# Земская почта Моршанского уезда
Зе́мская по́чта Морша́нского уе́зда — земская почта, организованная земской управой Моршанского уезда Тамбовской губернии. Земская почта Моршанского уезда существовала с 1870 года. В уезде выпускались собственные земские почтовые марки.

## История почты
Моршанская уездная земская почта была открыта 1 января 1870 года. В её задачи входила доставка служебной и частной корреспонденции, которая отправлялась 2 раза в неделю из уездного центра г. Моршанска в волостные управления по четырём земским трактам: Тамбовско-Козловскому, Шацкому, Коренско-Спасскому и Кирсановско-Тамбовскому. Служебная и частная корреспонденция доставлялись бесплатно; начиная с 1872 года, введена плата за доставку частных писем.

## Выпуски марок
Выпуск собственных земских почтовых марок начался в 1876 году.

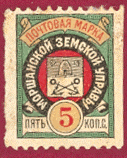
Марка Моршанского уезда (1899). Четырёхцветная литография на белой бумаге, зубцовка линейная 11 (½), клей белый

Земские почтовые марки выпускались номиналом 5 копеек. Марки выпускались прямоугольной и квадратной формы. Печатались марки в местных типографиях, а начиная с 1902 года марки издавались ЭЗГБ.
Всего было выпущено 32 видов марок (по каталогу Шмидта), которые выпускались до 1904 года. Известны также 3 вида земских облаток (по каталогу Трусова).
Известно значительное количество эссе невыпущенных марок различных рисунков.

## Гашение марок

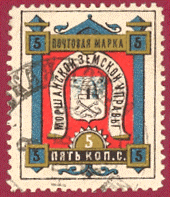
Марка Моршанского уезда, 1886

Марки гасились чернилами путём перечеркивания. Также использовались для гашения почтовые штемпеля круглой формы.